# Chapel Hill (Tennessee)
Chapel Hill es un pueblo situado en el condado de Marshall, Tennessee, Estados Unidos. Tiene una población estimada, a mediados de 2022, de 1796 habitantes.

## Geografía
La localidad está ubicada en las coordenadas 35°37′41″N 86°41′49″O / 35.62806, -86.69694 (35.628041, -86.696901). Según la Oficina del Censo, tiene una superficie de 9.93 km², correspondientes en su totalidad a tierra firme.

## Demografía
Según el censo de 2020, en ese momento había 1717 personas residiendo en la localidad. La densidad de población era de 172.91 hab./km².
| Raza                   | Núm. | Porc.   |
| ---------------------- | ---- | ------- |
| Blancos                | 1539 | 89.63%  |
| Afroamericanos         | 66   | 3.84%   |
| Amerindios             | 7    | 0.41%   |
| De otras razas         | 23   | 1.34%   |
| De una mezcla de razas | 82   | 4.78%   |
| Total                  | 1717 | 100.00% |

Del total de la población, el 4.66% eran hispanos o latinos de cualquier raza.